# ماهر زدیری
ماهر زدیری (انگلیسی: Maher Zdiri؛ زادهٔ ۵ سپتامبر ۱۹۷۰) بازیکن فوتبال اهل تونس بود.
از باشگاه‌هایی که در آن بازی کرده‌است می‌توان به باشگاه فوتبال المپیک باجی، باشگاه فوتبال آفریقایی، و باشگاه فوتبال اسپرانس تونس اشاره کرد.
وی همچنین در تیم ملی فوتبال تونس بازی کرده‌است.